# Cesare Romano
Cesare Paolo Riccardo Romano (Sesto San Giovanni, 4 febbraio 1969) è un giurista italiano naturalizzato statunitense specializzato in relazioni internazionali.
Insegna alla Loyola Marymount University di Los Angeles.

## Biografia
Cesare Romano è figlio di Tullio Romano, membro del gruppo musicale pop Los Marcellos Ferial. È cresciuto tra Milano e Vienna, dove vive la famiglia di sua madre.
Dopo la laurea in Scienze Politiche  presso l'Università degli Studi di Milano, conseguita col massimo dei voti nel 1992 con una tesi in diritto internazionale pubblico sul Trattato di non proliferazione nucleare, Cesare Romano ha studiato per un anno presso l'Istituto per gli studi di politica internazionale (ISPI), di Milano, prima di trasferirsi all'Istituto di studi internazionali di Ginevra. Qui ha conseguito nel 1995 il Diplôme d'Études Supérieures (DES) specializzandosi in Diritto internazionale, e nel 1990 il dottorato di ricerca, sulla soluzione pacifica delle controversie ambientali internazionali.La tesi, pubblicata da Kluwer nel 2000, argomenta l'efficacia dell'arbitrato per risolvere le controversie ambientali internazionali che ricorrono a organi giudiziari, come la Corte internazionale di giustizia.
Nel 1996, si trasferisce alla New York University School of Law, laureandosi in studi legali internazionali e prendendo parte alle attività del costituendo Centro sulla cooperazione internazionale (CIC). Al CIC, Cesare Romano ha lanciato il progetto sui Tribunali Internazionali (PICT), che ha contribuito a promuovere la visione degli organi giudiziari internazionali non più come istituzioni separate, ma come gli elementia alla base di un sistema giudiziario internazionale emergente.
Nel 2006 si è trasferito alla Loyola Law School di Los Angeles.
Nel 2008 è stato coautore  del volume Il giudice internazionale, con la prefazione di Sonia Sotomayor, poi nominata giudice della Corte suprema. Durante le udienze di conferma per la nomina, la prefazione al volume fu impiegata dai senatori repubblicani per mettere in discussione l'idoneità alla carica.
Nel 2009 ha pubblicato The Sword and the Scales: The United States and International Courts and Tribunals, nel quale sostiene la sussistenza di un nesso di causalità fra l'ascesa degli Stati Uniti come superpotenza e la "giudicizzazione" delle relazioni internazionali.
Nel 2011 ha fondato la Clinica internazionale per i diritti umani. Numerose sono state le violazioni dei diritti umani denunciate presso la Commissione interamericana per i diritti umani e gli organi delle Nazioni Unite specializzati sui diritti umani.

## Onorificenze
- 2014: Premio Eroe nascosto   del Centro CSJ per la riconciliazione e la giustizia per il suo lavoro nel campo dei diritti umani.[12]